# Sân bay Jaipur
Sân bay Jaipur hay Sân bay Sanganer (IATA: JAI, ICAO: VIJP) nằm gần thị xã Sanganer, cách Jaipur, thành phố thủ phủ bang Rajasthan, Ấn Độ 13 km.
Đây là sân bay quốc tế duy nhất ở bang Rajasthan. Sân bay Jaipur được nâng cấp thành sân bay quốc tế ngày 29 tháng 12 năm 2005. Các đường băng với chiều dài 2.797 m và 1.592 m có thể phục vụ các máy bay tầm trung như A320. Nhà ga có thể đón 500 hành khách mỗi giờ. Hiện nay các hãng Indian Airlines, Jet Airways, Kingfisher Airlines, Deccan, Jet Lite, GoAir, và Air India đang hoạt động tại đây.

## Các hãng hàng không và các tuyến điểm

### Nội địa
- Deccan (Hyderabad, Ahmedabad, Bengaluru, Delhi, Udaipur, Jodhpur)
- GoAir (Hyderabad, Mumbai, Delhi)
- Indian Airlines (Mumbai, Ahmedabad, Delhi, Kolkata)
- IndiGo Airlines (Kolkata, Mumbai, Hyderabad, Bengaluru)
- Jet Airways (Udaipur, Delhi, Mumbai)
- Jet Lite (Chandigarh, Mumbai)
- Kingfisher Airlines (Surat, Delhi, Mumbai, Hyderabad, Goa, Indore)
- SpiceJet (Ahmedabad, Chennai, Hyderabad, Mumbai, Bengaluru)

### Quốc tế
- Air Arabia (Sharjah)
- Best Air (Dhaka)
- Indian Airlines (Bangkok-Suvarnabhumi, Dubai, Kuala Lumpur)
- Oman Air (Muscat)